# محمد رمل
محمد خليل إبراهيم رمل (1358هـ- 1425هـ)، أحد مؤذني المسجد الحرام بمكة المكرمة، ولد في إندونيسيا عام 1358هـ/ 1939م، لكنه نشأ وترعرع في مكة، بجوار الحرم المكي في كنف والده، إذ كان والده مؤذناً في المسجد الحرام، تميز بجمال وعذوبة صوته وإعجاب المصلين عند سماع أذانه، وقد بدأ بالأذان رسمياً في المسجد الحرام عام 1395هـ / 1975م، واستمر بعمله مؤذنًا حتى وفاته، حيث كان آخر أذان له في المسجد الحرام هو أذان الفجر الأول من يوم الاثنين 7 ربيع الأول 1425هـ / 26 أبريل 2004م، وتوفي مساء الجمعة 21 جمادى الأول 1425هـ / 9 يوليو 2004م في مدينة جدة، وتمت الصلاة عليه في المسجد الحرام بعد صلاة الفجر، ودفن في مقبرة المعلاة بمكة.